# Аксенцево (Владимирская область)
Аксенцево — деревня в Камешковском районе Владимирской области России, входит в состав Второвского сельского поселения.

## География
Деревня расположена в 13 км на юго-запад от центра поселения села Второво, в 19 км на восток от Владимира и в 27 км на юго-запад от Камешково.

## История
В писцовых книгах 1643 года деревня Оксенцево значилась во владении Владимирского Успенского девичьего монастыря.
В конце XIX — начале XX века деревня входила в состав Давыдовской волости Владимирского уезда. В 1859 году в деревне числилось 74 дворов, в 1905 году — 70 дворов, в 1926 году — 88 хозяйств.
С 1929 года деревня входила в состав Давыдовского сельсовета Владимирского района, с 1940 года — в составе Камешковского района, с 2005 года — в составе муниципального образования Второвское.

## Население
| 1859 | 1905 | 1926 |
| ---- | ---- | ---- |
| 430  | 432  | 423  |

| 1859 | 1905 | 1926 | 2002 | 2010 | 2021 |
| ---- | ---- | ---- | ---- | ---- | ---- |
| 430  | ↗432 | ↘423 | ↘74  | ↘73  | ↗130 |